# Cléo de Mérode

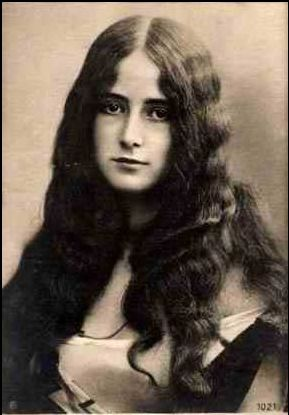
Cléo de Mérode (1903).

Cléo de Mérode, Cléopatra Diane de Mérode, född 27 september 1875 i Paris, död 17 oktober 1966 i Paris, var en fransk dansös.
Hon var kring sekelskiftet en mycket uppburen dansös, dels på grund av sin danskonst men kanske i ännu högre grad på grund av sitt fördelaktiga utseende. Som så ofta vad gäller kvinnliga artister vid denna tid omgärdades hon av rykten om romanser av olika slag. Hon påstods att under en tid ha varit älskarinna till Belgiens kung Leopold II, vilket blev en av dåtidens största skandaler. Om det låg någon sanning bakom ryktena har väl aldrig kunnat klarläggas.
Cléo de Merode turnerade med stor framgång i Sverige 1903. Förutom i Stockholm och Göteborg uppträdde hon i Karlstad, Falun, Uppsala, Linköping, Jönköping, Lund och Malmö. Hon återkom året därpå, men då var intresset inte lika stort.
År 1955 publicerade hon sin självbiografi.